# Spermophorella maculatissima
Spermophorella maculatissima là một loài côn trùng trong họ Berothidae thuộc bộ Neuroptera. Loài này được Tillyard miêu tả năm 1916.